# 6. Badisches Infanterie-Regiment „Kaiser Friedrich III.“ Nr. 114
Das 6. Badische Infanterie-Regiment „Kaiser Friedrich III.“ Nr. 114 war ein Infanterieverband der Preußischen Armee.

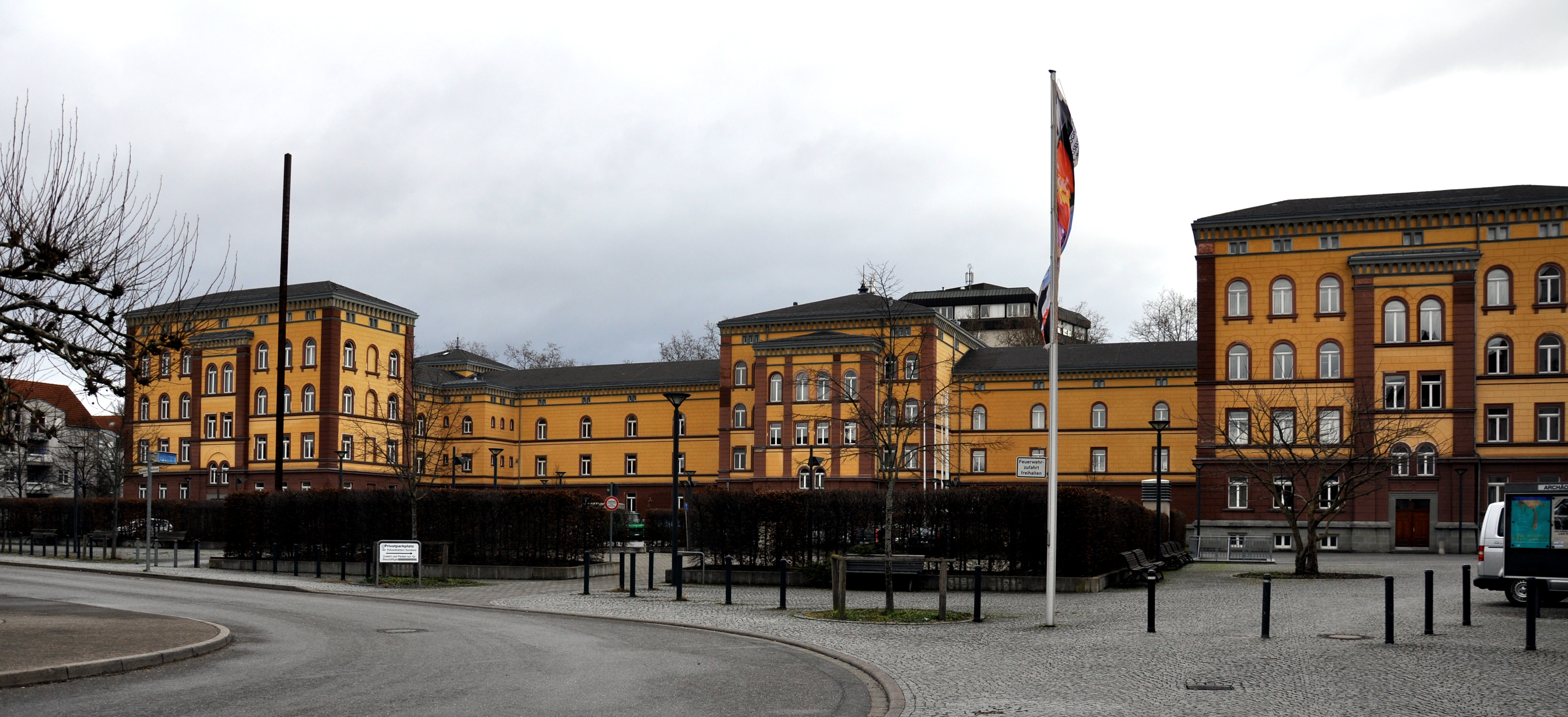
Polizeidirektion Konstanz, ehemalige Klosterkaserne

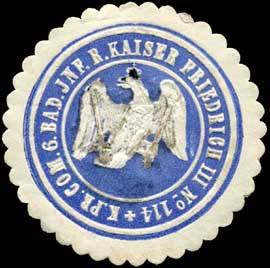
Siegelmarke des 6. Badischen Infanterie-Regiments „Kaiser Friedrich III.“ Nr. 114

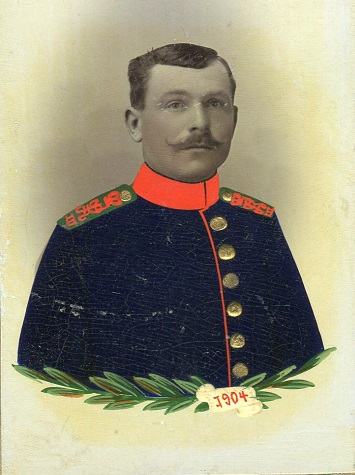
Der Musketier August Schlude als „114er“ mit grüner Schulterklappe

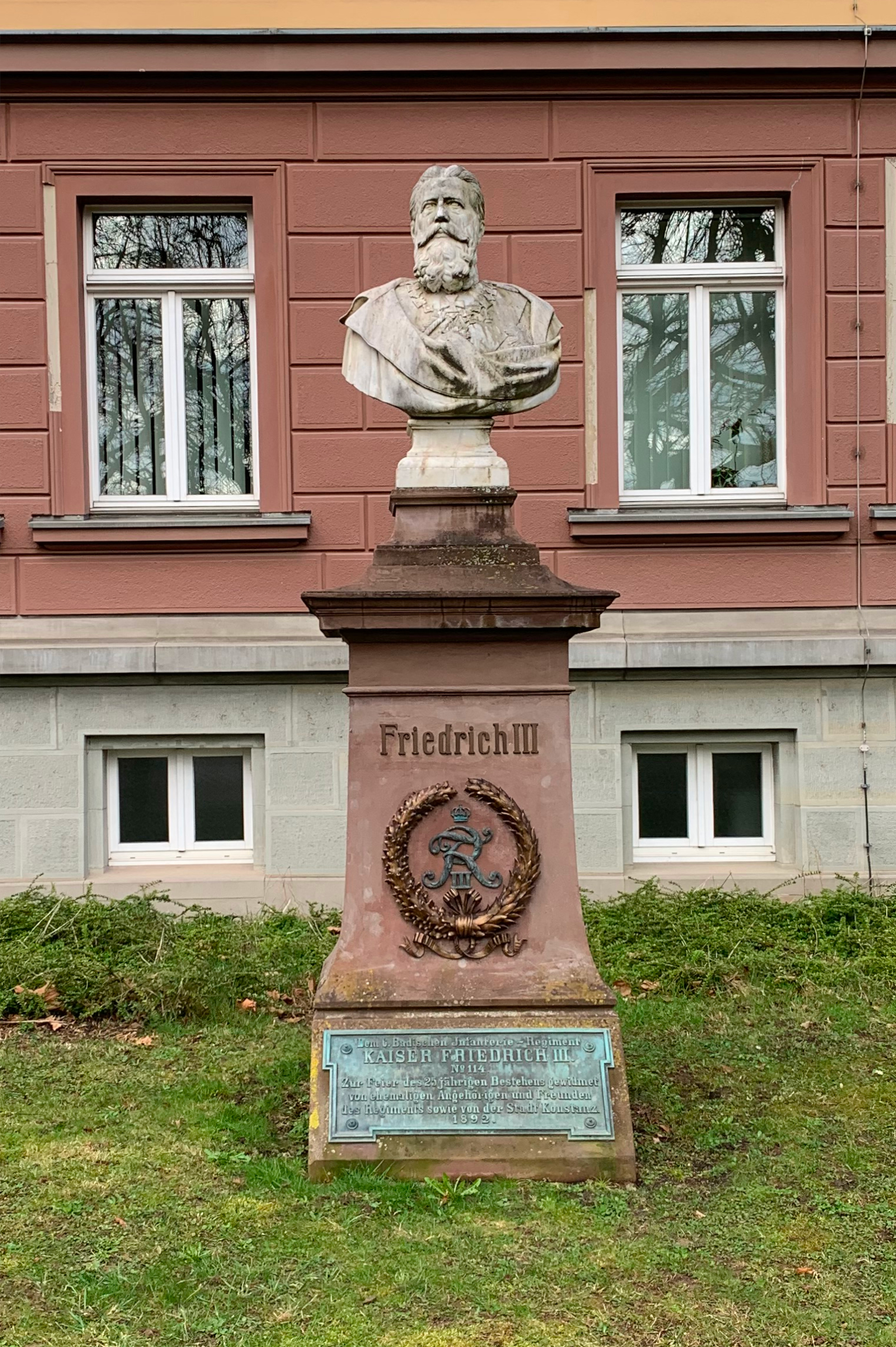
Denkmal Friedrich III. in Konstanz, 1892 zum 25-jährigen Jubiläum der Regiments errichtet

## Geschichte
Der Verband wurde am 26. Oktober 1867 aus dem 5. und 10. Infanterie-Bataillon der Badischen Armee errichtet und führte zunächst die Bezeichnung 6. Großherzoglich Badisches Infanterie-Regiment. Es formierte sich zu zwei Grenadier- und einem Füsilier-Bataillon. Als Garnison wurde dem Regiment Rastatt zugewiesen. 1868 verlegte das Regiment nach Konstanz und war im ehemaligen Kloster Petershausen untergebracht.

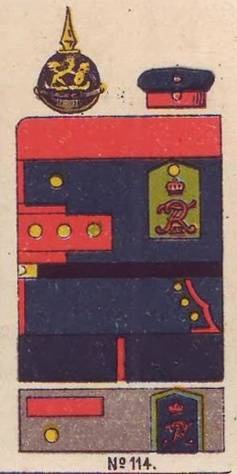
Uniform der „114er“

Nach der Militärkonvention vom 25. November 1870 gab das Großherzogtum seine Militärhoheit an Preußen ab und ging in der Preußischen Armee auf. Zum 1. Juli 1871 erhielt der Verband die Bezeichnung 6. Badisches Infanterie-Regiment Nr. 114 und bildete gemeinsam mit dem 5. Badischen Infanterie-Regiment Nr. 113 die 57. Infanterie-Brigade. Mit der Ernennung des Kronprinzen Friedrich Wilhelm zum Regimentschef erhielt der Verband am 22. September 1877 den Namen 6. Badisches Infanterie-Regiment „Kronprinz Friedrich Wilhelm“ Nr. 114 und führte nach dessen Tod ab dem 2. August 1888 die Bezeichnung 6. Badisches Infanterie-Regiment „Kaiser Friedrich III.“ Nr. 114.

### Deutsch-Französischer Krieg
Einsätze gab es bei Dijon und an der Lisaine.

### Friedenszeit
Die Friedensstärke der 114er betrug rund 3.300 Mann.

### Erster Weltkrieg
Einsätze gab es bei Loos, Loretto und Chérisy.
Schweizer aus den Kantonen Thurgau, Zürich, Basel (beide), Sankt Gallen und Schaffhausen wurden im Ersten Weltkrieg in das Regiment aufgenommen. Es handelte sich um Auslandsdeutsche und freiwillige Schweizer. Nach dem Ersten Weltkrieg gingen die Freiwilligen in die Schweiz zurück. Erst mit dem Militärstrafgesetzbuch von 1929 wurde Schweizern der Eintritt in fremdem Militärdienst verboten.

### Verbleib
Nach dem Kriegsende räumte das Regiment gemäß den Waffenstillstandsbedingungen das besetzte Gebiet und marschierte mit seinen Resten in die Heimat zurück. Ab dem 12. Dezember 1918 bezog es auf dem Rückmarsch zunächst Quartier in Bobenhausen und Wohnfeld, bis es ab dem 12. Januar 1919 in Konstanz eintraf. Nach der Demobilisierung wurde das Regiment schließlich am 9. Mai 1919 aufgelöst.
Die Tradition des Regiments übernahm in der Reichswehr durch Erlass des Chefs der Heeresleitung General der Infanterie Hans von Seeckt vom 24. August 1921 die in Konstanz stationierte 9. bis 12. Kompanie des 14. (Badisches) Infanterie-Regiments.

## Kommandeure
| Dienstgrad            | Name                               | Datum                                                           |
| --------------------- | ---------------------------------- | --------------------------------------------------------------- |
| Oberstleutnant/Oberst | Karl von Bauer                     | 26. Oktober 1867 bis 17. April 1871                             |
| Oberst                | Eduard Kraus                       | 18. April 1871 bis 1. Juni 1875                                 |
| Oberstleutnant/Oberst | Hermann von Melchior               | 02. bis 18. Juni 1875 (mit der Führung beauftragt)              |
| Oberstleutnant/Oberst | Hermann von Melchior               | 19. Juni 1875 bis 14. März 1881                                 |
| Oberstleutnant/Oberst | Benno von Fragstein und Niemsdorff | 15. März bis 15. September 1881 (mit der Führung beauftragt)    |
| Oberst                | Benno von Fragstein und Niemsdorff | 16. September 1881 bis 4. Februar 1887                          |
| Oberstleutnant        | Karl Kleinhans                     | 05. Februar bis 7. März 1887 (mit der Führung beauftragt)       |
| Oberst                | Karl Kleinhans                     | 08. März 1887 bis 23. März 1890                                 |
| Oberst                | Rudolf Caemmerer                   | 24. März 1890 bis 16. Juni 1893                                 |
| Oberst                | Otto Meyer                         | 17. Juni 1893 bis 16. Februar 1894                              |
| Oberstleutnant        | Georg von Bose                     | 17. Februar bis 16. März 1894 (mit der Führung beauftragt)      |
| Oberst                | Georg von Bose                     | 17. März 1894 bis 16. Juni 1897                                 |
| Oberst                | Otto Emmich                        | 17. Juni 1897 bis 17. Mai 1901                                  |
| Oberst                | Friedrich von Cochenhausen         | 18. Mai 1901 bis 20. April 1905                                 |
| Oberst                | Theodor von Watter                 | 21. April 1905 bis 14. April 1907                               |
| Oberst                | Arthur von Walther                 | 15. April 1907 bis 19. April 1909                               |
| Oberst                | Udo von Wussow                     | 20. April 1909 bis 12. September 1911                           |
| Oberst                | Arved von Frobel                   | 13. September 1912 bis 5. Mai 1912                              |
| Oberst                | Kurt von Fölkersamb                | 22. Mai 1912 bis 29. August 1914                                |
| Oberstleutnant        | Adolf Friedrich von Sell           | 30. August bis 29. September 1914                               |
| Major                 | Kurt von Kummer                    | 30. September bis 29. Oktober 1914 (mit der Führung beauftragt) |
| Oberst                | Hans von Sydow                     | 30. Oktober 1914 bis 26. Mai 1918                               |
| Oberstleutnant        | Walther von Goeßel                 | 27. Mai bis 15. Oktober 1918                                    |
| Oberstleutnant        | Gottlob Clamann                    | 16. Oktober 1918 bis 1919                                       |

## Bekannte Regimentsangehörige
Im Verlauf der Geschichte zählten etliche bekannte Personen zu den Angehörigen des Regiments. Unter anderem sind dazu bekannt:
- Cai Theodor Dame
- Daniel Thilo
- Eduard von Kraus
- Franz von Oberhoffer
- Friedrich Matthaei
- Fritz von Loßberg
- Georg Theodor Bauer
- Hans-Henning von Fölkersamb
- Hans Baur
- Hermann von Melchior
- Karl Kleinhans
- Ludwig Schelle
- Oskar Antze
- Oskar Muser
- Oskar Wallmüller
- Roderich von Dewitz
- Rudolf von Caemmerer
- Theodor von Watter
- Udo von Wussow
- Wilhelm von Linde

## Gedenken

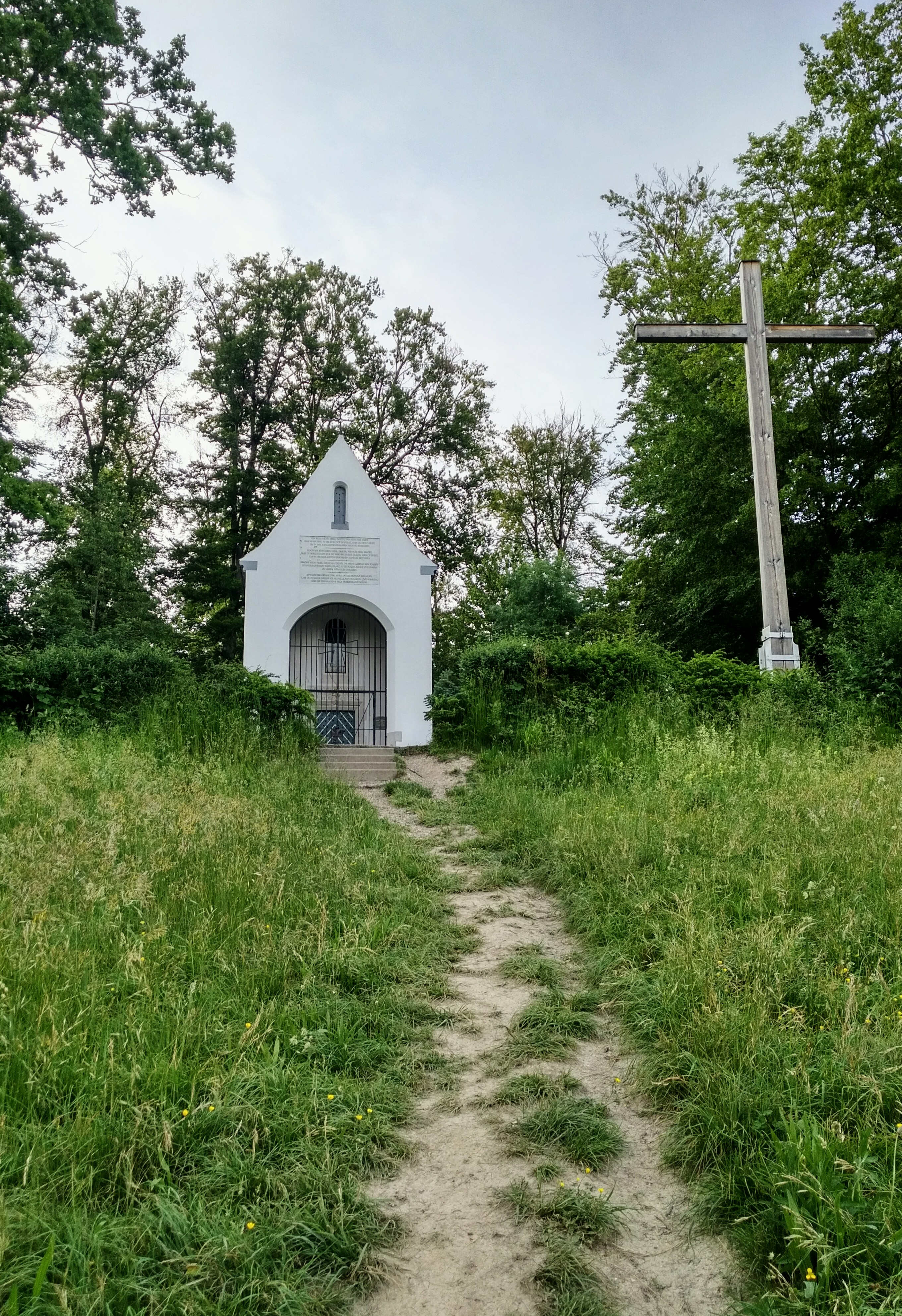
Die Kapelle auf dem Riesenberg

Die Namen der 3.200 Gefallenen des Regiments im Ersten Weltkrieg wurden auf der Eichenholz-Vertäfelung im Innern der Riesenbergkapelle (114er-Kapelle) auf der Kuppe des Riesenberges in Konstanz festgehalten (Lage). Architekt der 1925 errichteten Kapelle war Karl Gruber, das Altarbild wurde durch Hans Franke gefertigt. Die Kapelle wird durch die Traditionsgemeinschaft der ehemaligen Garnisonsstadt Konstanz gepflegt. Seit 1945 steht neben der Kapelle ein Findling, mit dem der Gefallenen des Regiments 14, dem Traditionsnachfolger der 114er, im Zweiten Weltkrieg gedacht wird. Unter den Soldaten des 6. Badischen Infanterieregiments Kaiser Friedrich III. Nr. 114 waren auch Freiwillige aus der Schweiz.

## Archive
Die Regimentsakten lagerten 1919 zunächst bei der Abwicklungsstelle des Regiments, gingen dann an das Archiv des XIV. Armeekorps und kamen 1947 bis 1949 an das Generallandesarchiv Karlsruhe.

## Ausstellungen
- 1. Mai bis 11. November 2018: Wir waren auch dabei – Männer aus der Schweiz und das Konstanzer Regiment Nr. 114 im Krieg 1914–1918. Napoleonmuseum Thurgau[14]

## Weitere Regimenter mit Schweizer Freiwilligen im Ersten Weltkrieg
- Infanterie-Regiment „König Wilhelm I.“ (6. Württembergisches) Nr. 124, Weingarten[15]
- 20. Königliches Bayrisches Infanterie Regiment, Lindau